# Bananaz
Bananaz es un documental dirigido por Ceri Levy acerca de la banda virtual de Damon Albarn y Jamie Hewlett, Gorillaz. Desde 2000 a 2006, el director Ceri Levy documentó a los creadores de Gorillaz detrás de escena, incluyendo el personal de la instrumentalización, los rostros detrás de las voces de los personajes, la vida de Levy en Gorillaz y el visual de la canción «Latin Simone (¿Qué Pasa Contigo?)».
El documental presenta 92 minutos variados de los primeros dibujos, animaciones y la música de los dos primeros álbumes: Gorillaz y Demon Days. Contiene entrevistas con varios colaboradores de la banda y grabaciones de conciertos. El 1 de junio fue lanzado en formato DVD, en los códigos regionales DVD, en el sistema PAL.

## Proyecciones
El 7 de febrero, en el Festival Internacional de Cine de Berlín, y en el resto del mundo el 9 de febrero. El documental se mostró hasta el 15 de febrero.
El documental tuvo su estreno en el South by Southwest en Austin, Texas, mostrándose el 12 hasta el 15 de marzo en el Teatro Paramount de Texas.
El Festival Internacional de Cine de Lisboa, Portugal, proyectó dos veces el documental el 24 de abril y el 2 de mayo.
El documental se exhibió en el Festival Internacional de Cine de Edimburgo, Edimburgo, Reino Unido, se mostró desde el 18 hasta el 29 de junio.